# Saint-Georges-de-Commiers
 Saint-Georges-de-Commiers  es una población y comuna francesa, en la región de Ródano-Alpes, departamento de Isère, en el distrito de Grenoble y cantón de Vizille.

## Demografía
| 1073 | 816 | 892 | 1276 | 1679 | 1887 | 2 060 | 2 691 |
| Para los censos de 1962 a 1999 la población legal corresponde a la población sin duplicidades (Fuente: INSEE [Consultar]) |     |     |      |      |      |       |       |